# 盛田牧場前駅
盛田牧場前駅（もりたぼくじょうまええき）は、青森県上北郡七戸町膝森（ひざもり）にあった、南部縦貫鉄道南部縦貫鉄道線の駅である。

## 歴史
- 1964年（昭和39年）4月11日：膝森駅（ひざもりえき）として開業。
- 1970年（昭和45年）以前：盛田牧場前駅に改称。
- 1997年（平成9年）5月6日：鉄道路線休止に伴い営業停止。
- 2002年（平成14年）8月1日：鉄道路線廃止に伴い廃駅。

## 駅構造
1面1線の木造ホームをもつ無人駅。ベニヤ板で造られた簡易待合室がある。駅周辺には踏切と駅名の由来となった盛田牧場がある。

## 駅周辺
- 盛田牧場
- 七戸十和田駅（東北新幹線）

## 隣の駅
南部縦貫鉄道
南部縦貫鉄道線
営農大学校前駅 -　盛田牧場前駅 -　七戸駅